# Carlo d'Aquitania
Carlo d'Aquitania (825 o 830 – Magonza, 4 giugno 863) è stato un arcivescovo franco; fu pretendente al trono di Aquitania e poi vescovo di Magonza.

## Origine
Figlio secondogenito del re di Aquitania Pipino I (quindi nipote dell'imperatore Ludovico il Pio) e della moglie (secondo il Miraculis Sancti Genulfi), Ringarda (o Ingeltrude), che nella Vita Hludovici imperatoris, viene indicata come la figlia del conte Teodoberto di Madrie. Era quindi fratello del re d'Aquitania, Pipino II.

## Biografia
Carlo viveva presso la corte dello zio Lotario I, quando, nell'848, i nobili Aquitani appoggiarono l'elezione di Carlo il Calvo a re di Francia e di Aquitania, ad Orléans il 6 giugno 848, e, avendo avuto notizia della deposizione del fratello, egli partì con una banda di seguaci per avanzare le proprie pretese al trono del Regno di Aquitania.
Nel marzo dell'849, Carlo, mentre tentava di raggiungere il fratello, nella regione della Loira, venne catturato da Viviano, conte di Tours, e consegnato a Carlo il Calvo; venne quindi relegato nel monastero di Corbie, come diacono e dove nell'851, Carlo fu tonsurato.
Secondo gli Annales Bertiniani, nell'854, Carlo fuggì dal monastero di Corbie, per reclutare un esercito che combattesse per il fratello. Dato che la sua ribellione allo zio, Carlo il Calvo, aveva avuto scarso successo, si rifugiò alla corte del terzo zio, il re dei Franchi orientali, Ludovico II detto il Germanico, che, l'8 marzo 856, secondo lo storico esperto di genealogie, Christian Settipani, lo nominò arcivescovo di Magonza e arcicancelliere.
Divenuto un rispettabile arcivescovo, morì il 4 giugno 863; Carlo venne sepolto a Magonza, nell'abbazia di Sant'Albano.

## Discendenza
Di Carlo non si conosce il nome di un'eventuale moglie né alcuna discendenza.

## Ascendenza
|                       |   |                     | Genitori           |  |  | Nonni |  |  | Bisnonni    |  |  | Trisnonni       |  |
|                       |   |                     |                    |  |  |       |  |  | Carlo Magno |  |  | Pipino il Breve |  |
|                       |   |                     |                    |  |  |       |  |  | Carlo Magno |  |  | Pipino il Breve |  |
|                       |   | Bertrada di Laon    |                    |  |  |       |  |  | Carlo Magno |  |  |                 |  |
| Ludovico il Pio       |   |                     |                    |  |  |       |  |  | Carlo Magno |  |  |                 |  |
|                       |   | Ildegarda           | Geroldo di Vinzgau |  |  |       |  |  |             |  |  |                 |  |
|                       |   | Ildegarda           | Geroldo di Vinzgau |  |  |       |  |  |             |  |  |                 |  |
|                       |   | Ildegarda           | Emma d'Alemannia   |  |  |       |  |  |             |  |  |                 |  |
| Pipino I di Aquitania |   | Ildegarda           |                    |  |  |       |  |  |             |  |  |                 |  |
|                       |   | Ingerman di Hesbaye | Sigram             |  |  |       |  |  |             |  |  |                 |  |
|                       |   | Ingerman di Hesbaye | Sigram             |  |  |       |  |  |             |  |  |                 |  |
|                       |   | Ingerman di Hesbaye | …                  |  |  |       |  |  |             |  |  |                 |  |
| Ermengarda di Hesbaye |   | Ingerman di Hesbaye |                    |  |  |       |  |  |             |  |  |                 |  |
|                       |   | Edvige di Baviera   | …                  |  |  |       |  |  |             |  |  |                 |  |
|                       |   | Edvige di Baviera   | …                  |  |  |       |  |  |             |  |  |                 |  |
|                       |   | Edvige di Baviera   | …                  |  |  |       |  |  |             |  |  |                 |  |
| Carlo d'Aquitania     |   | Edvige di Baviera   |                    |  |  |       |  |  |             |  |  |                 |  |
|                       | … | …                   |                    |  |  |       |  |  |             |  |  |                 |  |
|                       | … | …                   |                    |  |  |       |  |  |             |  |  |                 |  |
|                       | … | …                   |                    |  |  |       |  |  |             |  |  |                 |  |
| Teodoberto di Madrie  | … |                     |                    |  |  |       |  |  |             |  |  |                 |  |
|                       |   | …                   | …                  |  |  |       |  |  |             |  |  |                 |  |
|                       |   | …                   | …                  |  |  |       |  |  |             |  |  |                 |  |
|                       |   | …                   | …                  |  |  |       |  |  |             |  |  |                 |  |
| Ringarda o Ingeltrude |   | …                   |                    |  |  |       |  |  |             |  |  |                 |  |
|                       |   | …                   | …                  |  |  |       |  |  |             |  |  |                 |  |
|                       |   | …                   | …                  |  |  |       |  |  |             |  |  |                 |  |
|                       |   | …                   | …                  |  |  |       |  |  |             |  |  |                 |  |
| …                     |   | …                   |                    |  |  |       |  |  |             |  |  |                 |  |
|                       |   | …                   | …                  |  |  |       |  |  |             |  |  |                 |  |
|                       |   | …                   | …                  |  |  |       |  |  |             |  |  |                 |  |
|                       |   | …                   | …                  |  |  |       |  |  |             |  |  |                 |  |
|                       |   | …                   |                    |  |  |       |  |  |             |  |  |                 |  |

### Fonti primarie
- (LA)  Monumenta Germanica Historica, tomus primus.
- (LA)  Monumenta Germanica Historica, tomus secundus.
- (LA)  Annales Bertiniani.

### Letteratura storiografica
- René Poupardin, Ludovico il Pio, cap. XVIII, vol. II (L'espansione islamica e la nascita dell'Europa feudale) della Storia del Mondo Medievale, pp. 558–582.
- René Poupardin, I regni carolingi (840-918), cap. XIX, vol. II (L'espansione islamica e la nascita dell'Europa feudale) della Storia del Mondo Medievale, pp. 582–634.
- Dictionnaire de Biographie Française, Roman d'Amat e R. Limousin-Lamothe (ed), Parigi, 1967